# Formuerådgivning
Formuerådgivning tilbydes ofte af pengeinstitutter og omfatter sædvanligvis alle finansielle produktområder, f.eks. bolig, investering, pension og lån, men ofte også en finansiel planlægning, hvor kundens økonomi planlægges over en længere tidshorisont.
| Økonomi | Spire Denne artikel om økonomi er en spire som bør udbygges. Du er velkommen til at hjælpe Wikipedia ved at udvide den. |